# 迈克斯 (默尔特-摩泽尔省)
迈克斯（法語：Maixe）是法国默尔特-摩泽尔省的一个市镇，属于吕内维尔区（Lunéville）吕内维尔北县（Lunéville-Nord）。该市镇总面积9.33平方公里，2009年时的人口为422人。

## 人口
迈克斯人口变化图示